# Théâtre Komissarjevskaïa
Le Théâtre Komissarjevskaïa est un théâtre de Saint-Pétersbourg qui doit son nom à Vera Komissarjevskaïa. Il fut fondé en 1901 et changea plusieurs fois de lieu, aussi bien à Saint-Pétersbourg qu'à Moscou. Depuis 1942, elle s'est fixée à Le Passage, Saint-Pétersbourg.

## Galerie

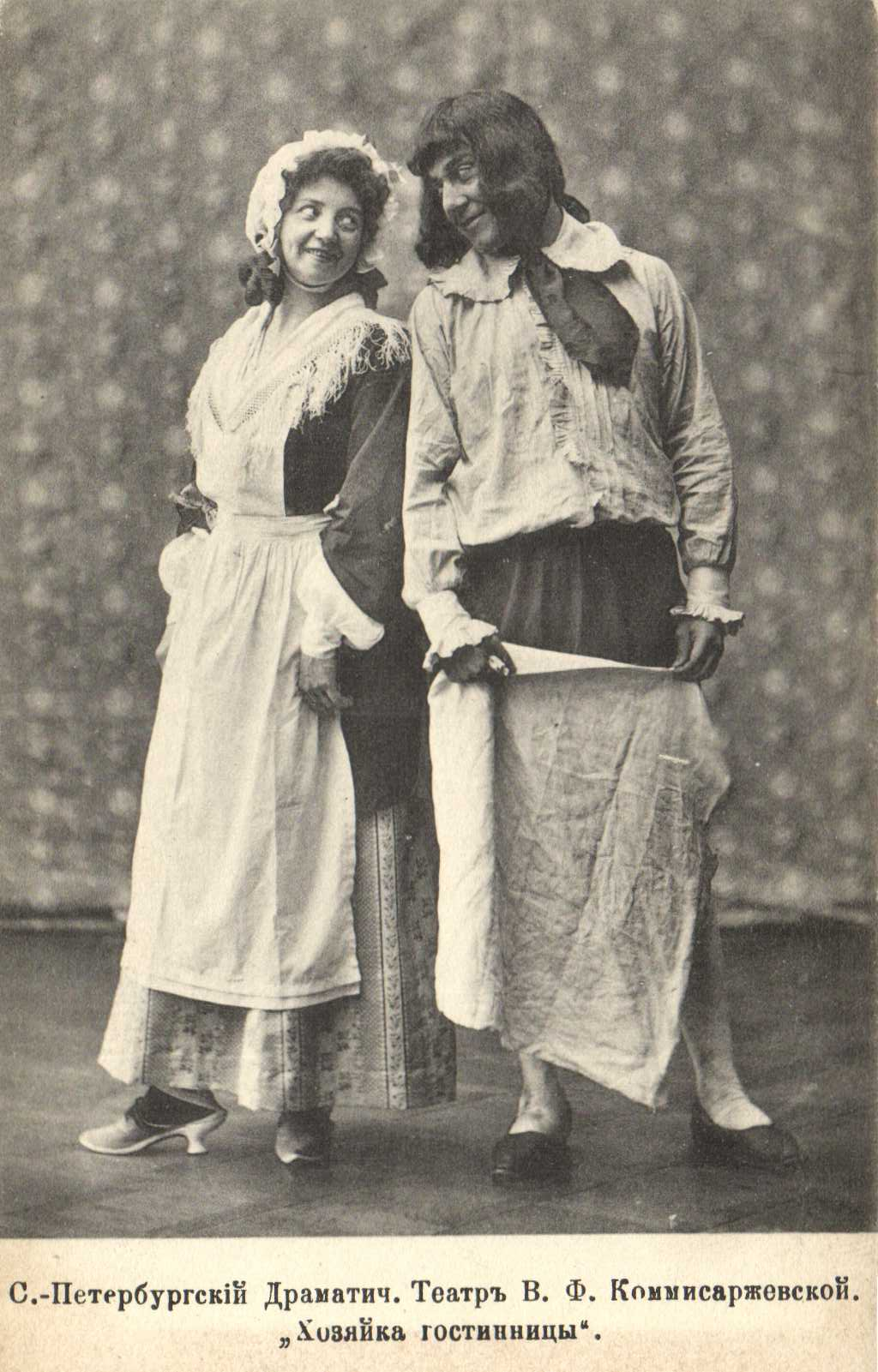
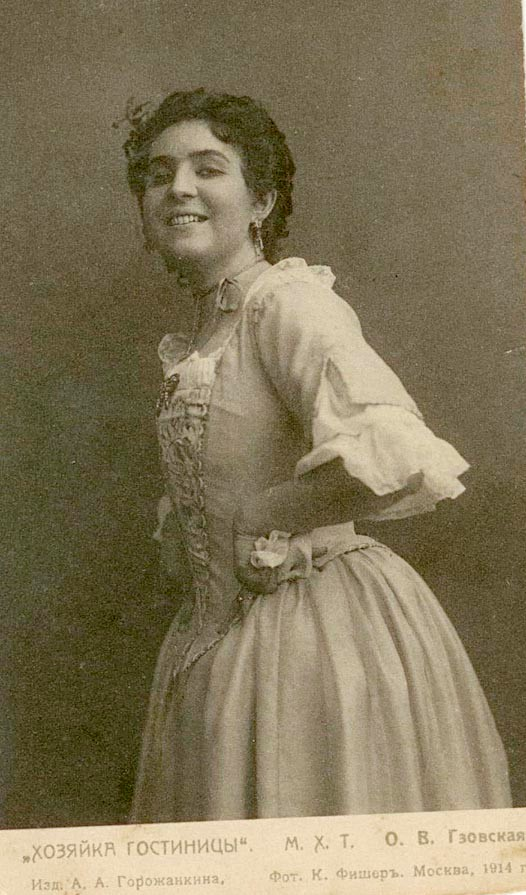
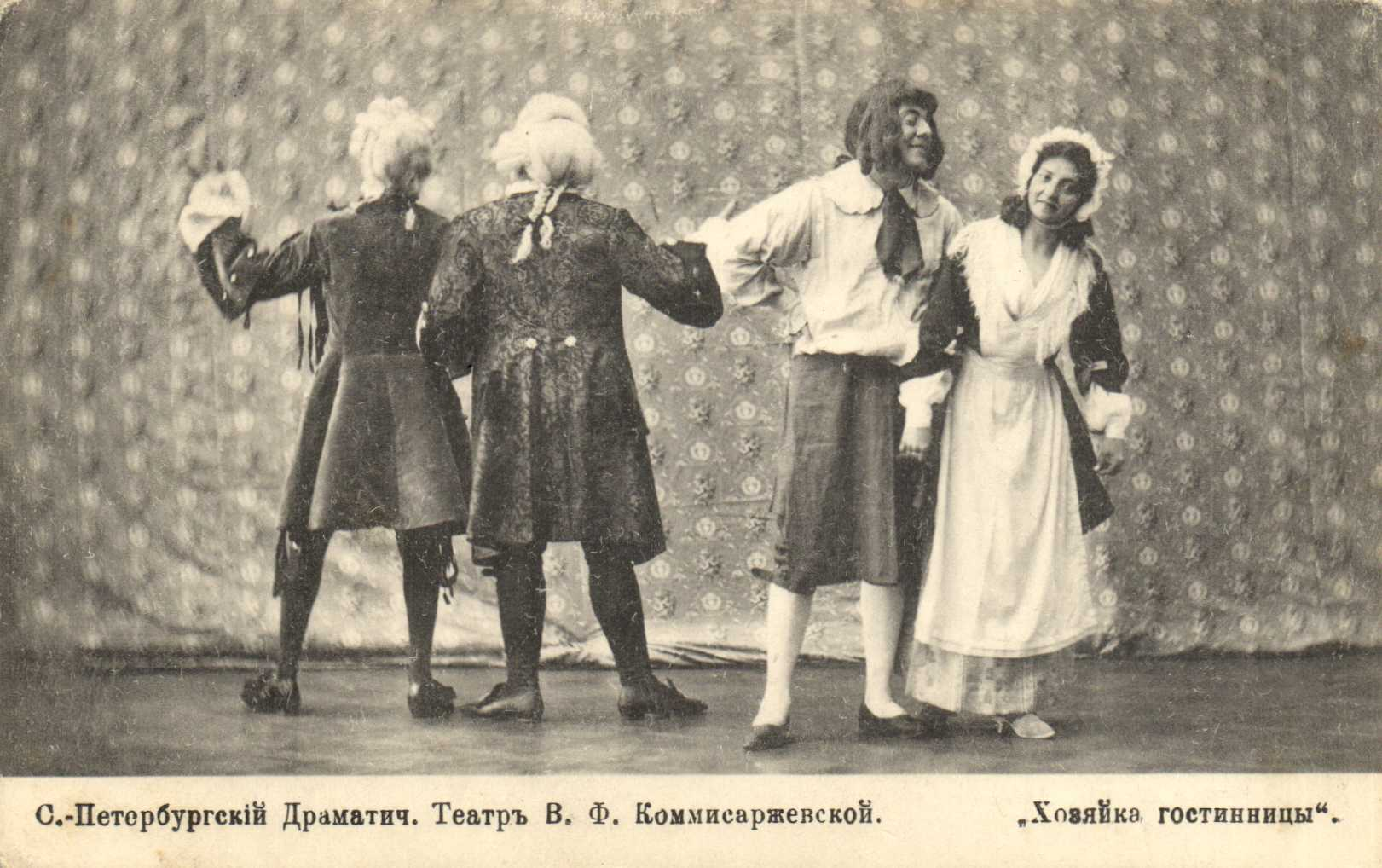
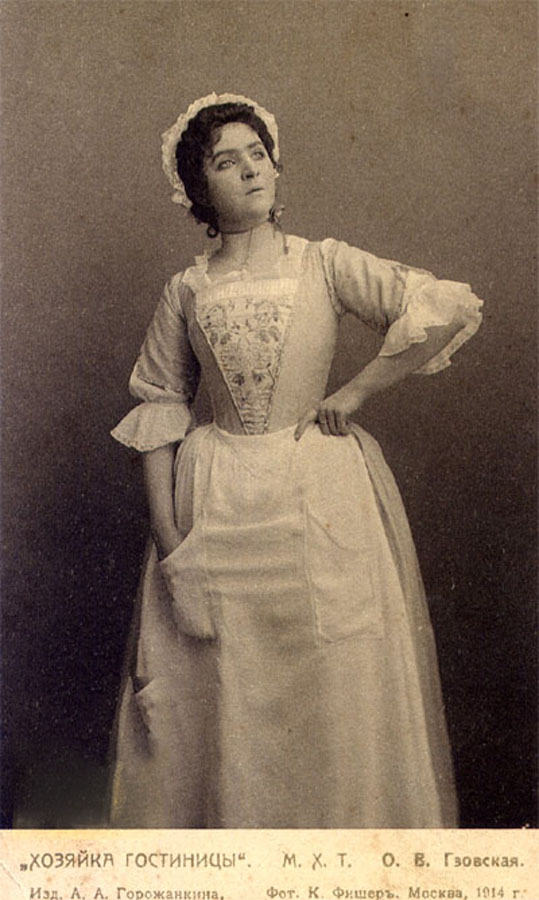

Images d'un spectacle de 1910

## Acteurs
- Anatoli Azo
- Petr Chelokhonov
- Alissa Freindlich
- Andreï Kostritchkine
- Ivan Krasko
- Vladimir Tchestnokov